# Rocket jump
Rocket jump, рокет-джамп (с англ. — «прыжок с помощью ракеты») — популярный вид трюка в шутерах от первого лица, состоящий из прыжка и одновременного выстрела из оружия, обладающего эффектом взрывной волны, в ближайшую поверхность игрового мира, обычно себе под ноги. При этом, теряя некоторое количество «здоровья», но получив дополнительное ускорение от взрывной волны, игрок может оказаться в точке, недостижимой никаким другим способом, либо набрать высокую горизонтальную скорость.
Впервые горизонтальная разновидность этого трюка появилась в популярном шутере от id Software — Doom: этот трюк использовался Джоном Ромеро для достижения входа в секретную локацию на уровне E3M6. Выглядело это так: забравшись на высокий парапет, игрок должен встать лицом к стене и одновременно с бегом назад выстрелить в стену перед собой из ракетомёта (англ. Rocket Launcher). Ударная волна помогает падающему игроку долететь с парапета до окружённого со всех сторон стенами рубильника.
Полноценный рокет-джамп с вертикальной составляющей появился в играх Marathon (Bungie) и Rise of the Triad (Apogee Software), вышедших в один день 21 декабря 1994 года.
В некоторых играх (например, в цикле шутеров Serious Sam) рокет-джамп доступен исключительно на высоких уровнях сложности; игрок уровня «новичок», а также игрок, использующий чит-коды, например, «вечное здоровье», использовать преимущества рокет-джампа не сможет. В отдельных играх серии Quake существует модификация «Rocket Arena», в котором здоровье игрока не отнимается при выполнении рокет-джампов.

## Происхождение
Происхождение термина связано с самим методом выполнения трюка. Рокет-джамп стал очень популярен в среде профессиональных игроков Quake, осознавших пользу взрывной волны ракет и использовавших его в киберспортивных состязаниях. После этого термин распространился по многим сетевым играм, таким как Quake II, Quake III, Quake Live, DOOM 3, Tribes, Unreal Tournament, Half-Life, Serious Sam (First Encounter, Second Encounter), Serious Sam II, Team Fortress и Team Fortress 2.
Джон Ромеро в своём интервью признался, что возможность рокет-джампа в игре Quake стала для разработчиков неожиданностью.

## Разновидности
- Rocket Jump в играх серии Quake, а также в TF, TFC, Team Fortress 2 и Warsow с использованием Rocket Launcher. Существуют две основные разновидности: вертикальный и горизонтальный;
- Wall Rocket Jump в Warsow, прыжок от стены с использованием Rocket Launcher;
- Pogo Jump — особая техника прыжков в Team Fortress 2, доступная только классам Soldier и Demoman, использующим своё «взрывное» оружие. При выполнении игрок вообще не касается земли;

### С использованием другого оружия
- Grenade Jump прыжок с использованием Grenade Launcher;
- Gauss Jump в Half-Life, прыжок с использованием Гаусс-пушки (накопителя) в сетевой игре;
- BFG Jump в Quake 2, прыжок, совмещённый с вылетом плазменного заряда из BFG. Чтобы остаться в живых, игрок должен обладать значительным запасом здоровья и защитой;
- Impact Jump, в Unreal Tournament и Unreal Tournament 3 с использованием Impact Hammer;
- Nade Jump в COD2, TF, TFC, GTA3, GTA:SA, GTA4, прыжок с использованием осколочных гранат;
- Pipe Jump в Team Fortress и Team Fortress Classic с использованием Pipebomb Launcher;
- Sticky Jump, Flare Jump и Pipe Jump в Team Fortress 2 с использованием Sticky Bomb Launcher, Detonator и Pipebomb Launcher;
- Plasma Jump в Quake 3, Quake Live и Warsow с использованием Plasma Gun. В отличие от Rocket Jump вы получаете меньше урона. Как правило, применяется для увеличения дальности, а не высоты прыжка;
- GunBlade Jump в Warsow c использованием GunBlade. Отличается от Rocket Jump тем, что игрок получает меньше урона и высота прыжка меньше, однако используется намного чаще, ввиду наличия данного оружия уже при респауне.

## Родственные трюки
- Plasma Climb в Quake 3, Quake Live и Warsow, трюк, позволяющий забираться вертикально по стенам с помощью Plasma Gun. Чаще всего используется в режимах скоростного прохождения карт — в DeFRaG и Race соответственно;
- BFG Climb в Quake 3 и Quake Live трюк, аналогичный Plasma Climb, но с использованием BFG;
- Shield Jump, в UT2003 и UT2004 с использованием Shield Gun;
- Conc Jump, в TF и TFC могут прыгать только классы Medic и Scout с использованием Concussion Grenade;
- Grenade Rocket Jump в играх серии Quake и Warsow, сложный прыжок, основанный на одновременном срабатывании взрыва от гранаты из гранатомета и ракеты из ракетницы; прыжок возможен из-за того, что взрыв гранаты происходит через некоторый промежуток времени, в течение которого игрок меняет оружие на ракетницу, выстреливает в момент взрыва гранаты, нажимает прыжок и взлетает приблизительно вдвое выше, чем при обычном Rocket Jump. Требуется очень высокий запас здоровья и защиты.
- Quad Grenade Jump, Quad Rocket Jump, Quad Grenade Rocket Jump, Quad BFG Jump в играх серии Quake, варианты вышеописанных прыжков, исполненных в период действия артефакта Quad Damage, увеличивающего взрывную волну и повреждения, наносимые игроку, вчетверо (в Quake III — втрое). Практически неосуществимы без применения Пентаграммы защиты, так как при неумелом исполнении приводят к мгновенной гибели персонажа. Применение Quad Grenade Rocket Jump, как правило, бросает игрока в виртуальный «потолок» любой игровой карты, даже той, что имитирует открытые пространства.
- Gravy Jump — трюк в Half-Life 2: Deathmatch, прыжок с использованием гравипушки и предметов, разбросанных по карте.